# 샤프 아쿠오스 SHL22
아쿠오스 폰 SHL22(일본어: アクオスフォン)는 2013년 7월 하순, 샤프전자의 일본 국내용으로 출시되는 스마트폰이다.

## 연혁
- 2013년 6월 : 제품 발표  일본
- 2013년 7월 : 제품 출시  일본

## 경쟁 기종
- 소니 엑스페리아 Z
- HTC J 버터플라이
- 삼성 갤럭시 S4
- 화웨이 어센드 P6
- LG 옵티머스 G

### 관련 사이트
- 샤프 아쿠오스폰 SHL22 공식사이트(일본샤프)